# Jo Danville
Josephine "Jo" Danville is een personage uit de CBS-televisieserie CSI: NY, die wordt gespeeld door Sela Ward.

## Achtergrond
Jo Danville komt bij het team als de nieuwe Assistant Supervisor wanneer Stella Bonasera daar vertrekt. Ze komt uit Virginia, waar ze voor de FBI werkte. Haar specialisatie is DNA-onderzoek en ze stelt zich op het standpunt dat iedereen onschuldig is tot de wetenschap anders aantoont. Ze heeft ook een achtergrond in misdaadpsychologie.